# 増川愛美
増川 愛美（ますかわ まなみ、1979年7月29日 - ）は、北海道で活動するローカルタレント。
札幌市出身。身長155cm。しし座。愛称「まっすー」。元バスガイド。STVラジオ（札幌テレビ放送）第84代ランラン号のキャスタードライバー。
2010年1月よりFMドラマシティでパーソナリティを務める。
2011年3月11日の東日本大震災の復興義援金チャリティボランティア「Mono de Bank北海道プロジェクト」の立ち上げスタッフ。
広報担当副代表としてボランティア活動に従事。
個人事務所 office言葉（ことは）代表。

## 現在出演番組
FMドラマシティ
- モーニング・サンドウィッチ （木 09:00-11:00）
- MUSIC R&T （金 15:00-16:00）

## 過去出演番組
STVラジオ
- ヒートアップミュージック （水 20:40-21:30）
- お目覚めアップミュージック （土 5:20-5:30）
- のっキーのふれあいパークゴルフ （日 6:30-7:00）